# Czigány Dezső műveinek listája
Az alábbi lista Czigány Dezső műveit sorolja fel.
| Kép | kép címe                                               | készítés éve           | technika                        | méret           | tulajdonos                                 |
| --- | ------------------------------------------------------ | ---------------------- | ------------------------------- | --------------- | ------------------------------------------ |
|     | Alak tájban                                            | 1902                   | olaj, vászon                    | 46 × 42 cm      | magángyűjtemény                            |
|     | Meghitt találkozás                                     | 1902                   | olaj, vászon                    | 100 × 66 cm     | magángyűjtemény                            |
|     | Fiatalkori önarckép                                    | 1902                   | olaj, karton                    | 39 × 29.5 cm    | magángyűjtemény                            |
|     | Önarckép                                               | 1902                   | olaj, vászon                    |                 | Lappang                                    |
|     | Merengő                                                | 1903                   | olaj, vászon                    | 76 × 60 cm      | magángyűjtemény                            |
|     | Hazafelé (utcaseprő)                                   | 1904                   | olaj, vászon                    | 46 × 35 cm      | magángyűjtemény                            |
|     | Veréb                                                  | 1904                   | olaj, vászon                    | 100 × 80 cm     | magángyűjtemény (Kemény-gyűjtemény)        |
|     | Önarckép                                               | 1905 körül             | olaj, vászon                    | 64 × 55 cm      | Magyar Nemzeti Galéria, Budapest           |
|     | Szalmakalapos önarckép                                 | 1906 körül             | olaj, vászon                    | 60 × 47 cm      | Janus Pannonius Múzeum, Pécs               |
|     | Álló nő                                                | 1906                   | olaj, vászon                    | 119.5 × 79.5 cm | Magyar Nemzeti Galéria, Budapest           |
|     | Nagybányai részlet kazlakkal                           | 1906                   | olaj, karton                    | 40 × 47 cm      | magángyűjtemény                            |
|     | Leányarckép (Merengő)                                  | 1906-1908              | olaj, vászon                    | 76 × 60 cm      | magángyűjtemény                            |
|     | Tájkép                                                 | 1906-1908              | olaj, karton                    | 49 × 58.5 cm    | magángyűjtemény                            |
|     | Férfi portré                                           | 1907                   | olaj, vászon                    | 110 × 90 cm     | Magyar Nemzeti Galéria, Budapest           |
|     | Leány legyezővel                                       | 1907                   | olaj, vászon                    | 94 × 73 cm      | Janus Pannonius Múzeum, Pécs               |
|     | Női képmás                                             | 1907                   | olaj, vászon                    | 90 × 70 cm      | magángyűjtemény                            |
|     | Női képmás                                             | 1907                   | olaj, vászon                    | 115 × 85 cm     | magángyűjtemény                            |
|     | Kalapos nő                                             | 1907                   | olaj, vászon                    | 89.5 × 79.5 cm  | Magyar Nemzeti Galéria, Budapest           |
|     | Ady Endre                                              | 1907                   | olaj, vászon                    | 50 × 36.5 cm    | Petőfi Irodalmi Múzeum, Budapest           |
|     | A boros Ady                                            | 1907                   | olaj, vászon                    |                 | Lappang                                    |
|     | Színésznő                                              | 1907 körül             | olaj, vászon                    | 49.5 × 40 cm    | Rippl-Rónai Múzeum, Kaposvár               |
|     | Barna hajú lány                                        | 1907 körül             | olaj, vászon                    | 64 × 44 cm      | magángyűjtemény                            |
|     | Ady Endre                                              | 1908                   | olaj, vászon                    |                 | Lappang                                    |
|     | Jakab Irén portréja                                    | 1908                   | olaj, vászon                    |                 | Modern Magyar Képtár, Pécs                 |
|     | Kora tavaszi alkony                                    | 1908                   | olaj, karton                    | 37 × 47.5 cm    | magángyűjtemény                            |
|     | Táj kazlakkal                                          | 1908                   | olaj, vászon                    | 59.5 × 42.5 cm  | magángyűjtemény                            |
|     | Táj kazlakkal                                          | 1908                   | olaj, vászon                    | 47.5 × 59 cm    | magángyűjtemény                            |
|     | Faluvége                                               | 1908 körül             | olaj, vászon                    | 59.5 × 42.5 cm  | MKB Bank Collection                        |
|     | Virágok ablakban                                       | 1908 körül             | olaj, karton                    | 54 × 41.5 cm    | magángyűjtemény                            |
|     | Önarckép                                               | 1909                   | olaj, vászon                    | 52 × 39 cm      | magángyűjtemény                            |
|     | Kalapos nő virágos kertben                             | 1909                   | olaj, vászon                    | 58 × 39 cm      | magángyűjtemény                            |
|     | A festőnő                                              | 1909                   | olaj, vászon                    |                 | Lappang                                    |
|     | Fésülködő nő                                           | 1909                   | olaj, vászon                    |                 | Megsemmisült                               |
|     | Fekvő akt tükörrel (részlet)                           | 1909                   | olaj, vászon                    | 100 × 90 cm     | magángyűjtemény                            |
|     | Férfi portré                                           | 1909                   | olaj, vászon                    | 90.5 × 70.5 cm  | magángyűjtemény                            |
|     | Kettős női arckép                                      | 1909                   | olaj, vászon                    | 48 × 39 cm      | magángyűjtemény                            |
|     | Két női portré                                         | 1909                   | olaj, papír                     | 80 × 61.5 cm    | Janus Pannonius Múzeum, Pécs               |
|     | Feleségem                                              | 1909                   | olaj, vászon                    | 54.8 × 40 cm    | Rippl-Rónai Múzeum, Kaposvár               |
|     | Csendélet citromokkal                                  | 1909                   | olaj, vászon                    | 48.5 × 39.5 cm  | magángyűjtemény                            |
|     | Nő fák között                                          | 1909 körül             | olaj, vászon                    | 57 × 47 cm      | magángyűjtemény                            |
|     | Nő úton                                                | 1909-1910              | olaj, vászon                    | 60 × 70.5 cm    | magángyűjtemény                            |
|     | Boglyák                                                | 1910 körül             | olaj, vászon                    | 35 × 45 cm      | Herman Ottó Múzeum, Miskolc                |
|     | Gyermektemetés                                         | 1910                   | olaj, karton                    | 60.5 × 77 cm    | Magyar Nemzeti Galéria, Budapest           |
|     | Csendélet almákkal és tállal                           | 1910                   | olaj, vászon                    | 62 × 65 cm      | Magyar Nemzeti Galéria, Budapest           |
|     | Csendélet                                              | 1910-es évek eleje     | olaj, vászon                    | 88 × 80 cm      | magángyűjtemény                            |
|     | Csendélet almákkal és narancsokkal                     | 1910 körül             | olaj, vászon                    | 61.5 × 50.5 cm  | magángyűjtemény                            |
|     | Csendélet                                              | 1910 körül             | olaj, vászon                    | 84 × 94 cm      | BTM Fővárosi Képtár, Budapest              |
|     | Csendélet                                              | 1910 körül             | olaj, vászon                    | 93 × 83.5 cm    | Magyar Nemzeti Galéria, Budapest           |
|     | Almás csendélet                                        | 1910 körül             | olaj, karton                    | 37.5 × 37.5 cm  | magángyűjtemény                            |
|     | Csendélet (kékterítős csendélet)                       | 1910 körül             | olaj, karton                    | 57 × 53 cm      | magángyűjtemény                            |
|     | Csendélet                                              | 1910 körül             | olaj, vászon                    | 74.5 × 66 cm    | Magyar Nemzeti Galéria, Budapest           |
|     | Csendélet                                              | 1910 körül             | olaj, vászon                    | 58 × 48.7 cm    | magángyűjtemény                            |
|     | Csendélet vizeskancsóval                               | 1910 körül             | olaj, karton                    | 57 × 45 cm      | magángyűjtemény                            |
|     | Almás kancsós csendélet                                | 1910 körül             | olaj, vászon                    | 55.5 × 65.6 cm  | magángyűjtemény (Kemény-gyűjtemény)        |
|     | Csendélet almákkal                                     | 1910 körül             | olaj, vászon                    | 50 × 61 cm      | Magyar Nemzeti Galéria, Budapest           |
|     | Virágcsendélet                                         | 1910 körül             | olaj, vászon                    |                 | Petőfi irodalmi Múzeum, Budapest           |
|     | Műtermi csendélet                                      | 1910 körül             | olaj, vászon                    | 96 × 71 cm      | Modern Magyar Képtár, Pécs                 |
|     | Téli táj                                               | 1910-es évek           | olaj, vászon                    | 75 × 65 cm      | Magyar Nemzeti Galéria, Budapest           |
|     | Magányos fa                                            | 1910-es évek           | olaj, vászon                    | 54 × 66 cm      | Magyar Nemzeti Galéria, Budapest           |
|     | Csendélet banánnal, naranccsal és halakkal             | 1910 körül             | olaj, vászon                    | 62 × 65 cm      | Deák Gyűjtemény, Székesfehérvár            |
|     | A festő édesanyja                                      | 1910 körül             | olaj, vászon                    | 48 × 42 cm      | magángyűjtemény                            |
|     | Önarckép könyvvel                                      | 1910-1911              | olaj, vászon                    |                 | Lappang                                    |
|     | Önarckép                                               | 1910 körül             | olaj, vászon                    | 35 × 45 cm      | magángyűjtemény (Antal-Lusztig Gyűjtemény) |
|     | Önarckép                                               | 1911 körül             | olaj, vászon                    | 60 × 45 cm      | magángyűjtemény                            |
|     | Női portré                                             | 1911                   | olaj, vászon                    | 66.5 × 46 cm    | magángyűjtemény                            |
|     | Pablo Casals portréja                                  | 1911                   | olaj, vászon                    |                 | magángyűjtemény                            |
|     | Pablo Casals portréja                                  | 1911                   | olaj, vászon                    | 60 × 47 cm      | magángyűjtemény                            |
|     | Két női akt                                            | 1911 körül             |                                 |                 | Lappang                                    |
|     | Csendélet gyümölcsökkel és szoborral                   | 1911 körül             | olaj, vászon                    | 53.5 × 39 cm    | magángyűjtemény                            |
|     | Csendélet                                              | 1911 körül             | olaj, vászon                    | 94 × 85 cm      | Rippl-Rónai Múzeum, Kaposvár               |
|     | Csendélet szőttessel                                   | 1911-1912              | olaj, vászon                    | 67.5 × 56 cm    | magángyűjtemény                            |
|     | Csendélet szoborral és gyümölcsökkel                   | 1911-1912              | olaj, vászon                    | 64 × 69.5 cm    | magángyűjtemény                            |
|     | Csendélet almákkal                                     | 1911-1912              | olaj, vászon                    | 55 × 61 cm      | Magyar Nemzeti Galéria, Budapest           |
|     | Csendélet fehér kancsóval                              | 1912 körül             | olaj, vászon                    | 61 × 49 cm      | magángyűjtemény                            |
|     | Csendélet                                              | 1912 körül             | olaj, vászon                    | 48 × 39 cm      | magángyűjtemény                            |
|     | Fehér csendélet (Csendélet almákkal)                   | 1912 körül             | olaj, vászon                    | 60 × 45 cm      | magángyűjtemény                            |
|     | Asztali csendélet almákkal                             | 1912-1913              | olaj, vászon                    | 58 × 51.5 cm    | Magyar Nemzeti Galéria, Budapest           |
|     | Csendélet Napóleon-képpel                              | 1912 körül             | olaj, vászon                    | 61 × 72 cm      | magángyűjtemény                            |
|     | Önarckép                                               | 1912                   | olaj, vászon                    | 58 × 40 cm      | Rippl-Rónai Múzeum, Kaposvár               |
|     | Önarckép                                               | 1913                   | olaj, vászon                    | 99.5 × 69.5 cm  | Magyar Nemzeti Múzeum, Budapest            |
|     | Önarckép                                               | 1913 körül             | olaj, vászon                    | 75.3 × 65.8 cm  | Magyar Nemzeti Múzeum, Budapest            |
|     | Áhitat (Kék hangulat)                                  | 1913-1915              | olaj, vászon                    | 66 × 49.5 cm    | magángyűjtemény                            |
|     | Gitáros önarckép                                       | 1914 körül             | olaj, vászon                    | 100 × 80 cm     | magángyűjtemény                            |
|     | Akt                                                    | 1915                   | olaj, vászon                    | 85.5 × 110 cm   | magángyűjtemény                            |
|     | Csendélet sárga tulipánokkal                           | 1915 körül             | olaj, vászon                    |                 | Nógrádi Történeti Múzeum, Salgótarján      |
|     | Csendélet                                              | 1910-es évek közepe    | olaj, vászon                    | 69 × 54.5 cm    | magángyűjtemény                            |
|     | Csendélet fedeles vázával                              | 1915 körül             | olaj, vászon                    | 70.5 × 63.7 cm  | Magyar Nemzeti Galéria, Budapest           |
|     | Csendélet körtékkel                                    | 1915 körül             | olaj, karton                    | 58 × 47.5 cm    | magángyűjtemény                            |
|     | Virágcsendélet                                         | 1915 körül             | olaj, karton                    | 75 × 64 cm      | magángyűjtemény                            |
|     | Sebestyén Sándor gordonkaművész portréja               | 1917                   | olaj, vászon                    | 60 × 49 cm      | magángyűjtemény                            |
|     | Önarckép                                               | 1917                   | olaj, fa                        | 94 × 84 cm      | magángyűjtemény                            |
|     | Önarckép                                               | 1920 körül             | olaj, vászon                    | 70 × 51 cm      | magángyűjtemény                            |
|     | Önarckép                                               | 1920-1925 között       | olaj, vászon                    | 68.5 × 53 cm    | magángyűjtemény                            |
|     | Pásztorbotos önarckép                                  | 1920 körül             | olaj, vászon                    | 98 × 70.5 cm    | magángyűjtemény                            |
|     | Körtés csendélet                                       | 1920 körül             | olaj, vászon                    | 55 × 39 cm      | magángyűjtemény                            |
|     | Csendélet                                              | 1920 körül             | olaj, vászon                    | 80 × 65.5 cm    | magángyűjtemény                            |
|     | Műtermi csendélet kék pohárral                         | 1920 körül             | olaj, vászon                    | 57 × 47 cm      | magángyűjtemény                            |
|     | Csendélet kínai vázával                                | 1920 körül             | olaj, vászon                    | 94 × 83 cm      | magángyűjtemény                            |
|     | Kettős női akt                                         | 1920 körül             | olaj, vászon                    | 54 × 36 cm      | magángyűjtemény                            |
|     | Szabadban (Fürdőző nő)                                 | 1920 körül             | olaj, vászon                    | 30 × 23.5 cm    | magángyűjtemény                            |
|     | Tengerpart                                             | 1920 körül             | olaj, vászon                    | 65.2 × 54 cm    | Nógrádi Történeti Múzeum, Salgótarján      |
|     | Francia Kolostor I                                     | 1920-as évek           | olaj, vászon                    | 70 × 51 cm      | magángyűjtemény (Deák Gyűjtemény)          |
|     | Csendélet                                              | 1925                   | olaj, vászon                    | 57 × 48 cm      | magángyűjtemény                            |
|     | Csendélet (Fikusz)                                     | 1925                   | olaj, vászon                    | 66 × 53 cm      | magángyűjtemény                            |
|     | Dombos táj                                             | 1920-1925              | olaj, vászon                    | 33 × 50 cm      | magángyűjtemény                            |
|     | Fekvő akt                                              | 1925                   | tus, papír                      | 12 × 19 cm      | magángyűjtemény                            |
|     | Önarckép                                               | 1925                   | olaj, karton                    | 31 × 26.5 cm    | magángyűjtemény                            |
|     | Párizsi utcarészlet                                    | 1925                   | olaj, vászon                    | 47 × 39.5 cm    | magángyűjtemény                            |
|     | Táj kazlakkal                                          | 1920-1925 között       | olaj, vászon                    | 50 × 69 cm      | magángyűjtemény                            |
|     | Tájkép (Provance)                                      | 1926-1927              | olaj, vászon                    | 54 × 65.5 cm    | magángyűjtemény                            |
|     | Provance-i táj                                         | 1926-1927              | olaj, vászon                    | 60 × 74.5 cm    | magángyűjtemény                            |
|     | Nizza                                                  | 1926-1927              | olaj, vászon                    | 50 × 60.5 cm    | magángyűjtemény                            |
|     | Nizza                                                  | 1927 körül             | olaj, vászon                    | 50 × 60 cm      | magángyűjtemény                            |
|     | Nizzai részlet                                         | 1927 körül             | olaj, vászon                    | 68 × 51.5 cm    | magángyűjtemény                            |
|     | Nizzai pálmafasor                                      | 1926-1930              | olaj, vászon                    | 72.5 × 59.5 cm  | magángyűjtemény                            |
|     | Dél-Francia táj                                        | 1926-1930              | olaj, vászon                    | 61.3 × 50.3 cm  | magángyűjtemény                            |
|     | Dél-Francia táj                                        | 1926-1930              | olaj, vászon                    | 54 × 65.5 cm    | magángyűjtemény                            |
|     | Dél-francia kikötő                                     | 1926-1930              | olaj, vászon                    | 53 × 64 cm      | magángyűjtemény                            |
|     | Provance-i táj                                         | 1926-1930              | olaj, vászon                    | 54 × 65 cm      | magángyűjtemény                            |
|     | Dél-Francia táj                                        | 1926-1927              | olaj, vászon                    | 54 × 65 cm      | magángyűjtemény                            |
|     | Dél-Francia tájkép                                     | 1926-1930              | olaj, vászon                    | 50 × 61.5 cm    | magángyűjtemény                            |
|     | Provence                                               | 1926-1930              | olaj, vászon                    | 82 × 66 cm      | magángyűjtemény                            |
|     | Menton                                                 | 1926-1930              | olaj, vászon                    | 50 × 61 cm      | Magyar Nemzeti Galéria, Budapest           |
|     | Női portré                                             | 1929                   | olaj, fa                        | 62 × 50 cm      | magángyűjtemény                            |
|     | Női portré Szilasi Boriska (művész felesége) képmása   | 1929                   | olaj, fa                        | 49 × 35 cm      | magángyűjtemény                            |
|     | Dél-Francia táj                                        | 1930 körül             | olaj, vászon                    | 54 × 65 cm      | magángyűjtemény                            |
|     | Tájkép hegyekkel és fákkal                             | 1930-as évek első fele | olaj, vászon faroston           | 41.5 × 50.5 cm  | magángyűjtemény                            |
|     | Dombos táj házakkal                                    | 1930 körül             | olaj, vászon                    | 59 × 73 cm      | magángyűjtemény                            |
|     | Dél-Francia táj                                        | 1930 körül             | olaj, vászon                    | 54 × 65 cm      | magángyűjtemény                            |
|     | Provance                                               | 1930 körül             | olaj, vászon                    | 55 × 65 cm      | magángyűjtemény                            |
|     | Provance-i táj                                         | 1930 körül             | olaj, vászon                    | 38 × 46.5 cm    | magángyűjtemény                            |
|     | Csendélet szoborral                                    | 1930-as évek           | olaj, vászon                    | 85 × 58 cm      | Magyar Nemzeti Galéria, Budapest           |
|     | Csendélet aktos kompozícióval                          | 1930-as évek           | olaj, vászon                    | 66 × 54 cm      | magángyűjtemény                            |
|     | Csendélet                                              | 1930-as évek           | olaj, vászon                    | 54.5 × 66 cm    | magángyűjtemény                            |
|     | Provance                                               | 1934                   | olaj, vászon                    | 73 × 46 cm      | magángyűjtemény                            |
|     | Párizs környéki táj (Tükröződés)                       | 1935                   | olaj, vászon                    | 65 × 53 cm      | magángyűjtemény                            |
|     | Utcasor                                                | 1935 körül             | olaj, vászon                    | 65.5 × 54.5 cm  | magángyűjtemény                            |
|     | Magány                                                 | 1935 körül             | olaj, vászon kartonra kasírozva | 54.5 × 48 cm    | magángyűjtemény                            |
|     | Táj                                                    | 1934-1939              | olaj, vászon                    | 54 × 65 cm      | magángyűjtemény                            |
|     | Provance-i táj mór kapuval                             | ismeretlen             | olaj, vászon                    | 65 × 55 cm      | magángyűjtemény                            |
|     | Tengerparti ház                                        | ismeretlen             | olaj, vászon                    | 53 × 63 cm      | magángyűjtemény                            |
|     | A Royal híd a Szajnán                                  | ismeretlen             | olaj, vászon                    | 48.5 × 62.5 cm  | magángyűjtemény (Kemény-gyűjtemény)        |
|     | Mezőn                                                  | ismeretlen             | olaj, vászon                    | 59.5 × 75.5 cm  | magángyűjtemény                            |
|     | Lafitte utca a Notre Dame-mal                          | ismeretlen             | olaj, karton                    | 112.5 × 79 cm   | magángyűjtemény                            |
|     | Tenger pálmákkal                                       | ismeretlen             | olaj, vászon                    | 54 × 65 cm      | Magyar Nemzeti Galéria, Budapest           |
|     | Tengerparti táj                                        | ismeretlen             | olaj, vászon                    | 65.5 × 54 cm    | Magyar Nemzeti Galéria, Budapest           |
|     | Tájkép                                                 | ismeretlen             | olaj, vászon                    | 60 × 73 cm      | Magyar Nemzeti Galéria, Budapest           |
|     | Mediterrán táj                                         | ismeretlen             | akvarell papír                  | 51 × 68 cm      | magángyűjtemény                            |
|     | Táj (előtanulmány a Nógrádverőcei táj c. festményhez?) | ismeretlen             | akvarell papír                  | 25 × 36 cm      | magángyűjtemény                            |
|     | Nógrádverőcei táj                                      | ismeretlen             | olaj, vászon                    | 65 × 81 cm      | Magyar Nemzeti Galéria, Budapest           |
|     | Szőlő                                                  | ismeretlen             | olaj, vászon                    | 50 × 61 cm      | Magyar Nemzeti Galéria, Budapest           |
|     | Ősz                                                    | ismeretlen             | olaj, vászon                    | 25 × 25 cm      | magángyűjtemény                            |
|     | Téli táj                                               | ismeretlen             | olaj, vászon                    | 47 × 57 cm      | magángyűjtemény                            |
|     | Út                                                     | ismeretlen             | olaj, vászon                    | 62 × 50 cm      | Nagy István Képtár, Baja                   |
|     | Fehér ruhás nő tájban                                  | ismeretlen             | olaj, vászon                    | 55.5 × 46 cm    | magángyűjtemény                            |
|     | Fekvő akt                                              | ismeretlen             | olaj, vászon                    | 115 × 160 cm    | Rippl-Rónai Múzeum, Kaposvár               |
|     | Akt                                                    | ismeretlen             | olaj, vászon                    | 101 × 48 cm     | Rippl-Rónai Múzeum, Kaposvár               |
|     | Női hátakt                                             | ismeretlen             | olaj, vászon                    | 55 × 37 cm      | magángyűjtemény                            |
|     | Búcsú (Meghitt pillanat)                               | ismeretlen             | olaj, vászon                    | 55 × 45 cm      | magángyűjtemény                            |
|     | Család                                                 | ismeretlen             | olaj, vászon                    | 100 ×86.8 cm    | Magyar Nemzeti Galéria, Budapest           |
|     | Búcsú                                                  | ismeretlen             | olaj, vászon                    | 54 × 39 cm      | magángyűjtemény                            |
|     | Női akt vízparton                                      | ismeretlen             | olaj, vászon                    | 36.5 × 53.5 cm  | magángyűjtemény                            |
|     | Ló vízparton                                           | ismeretlen             | olaj, vászon                    | 46 × 62 cm      | magángyűjtemény                            |
|     | Tájkép                                                 | ismeretlen             | olaj, fa                        | 50.5 × 62 cm    | magángyűjtemény                            |
|     | Tájkép alakkal                                         | ismeretlen             | olaj, vászon                    | 76 × 65 cm      | Magyar Nemzeti Galéria, Budapest           |
|     | Csendélet                                              | ismeretlen             | olaj, vászon                    | 56.7 × 61.7 cm  | Rippl-Rónai Múzeum, Kaposvár               |
|     | Gyümölcscsendélet kancsóval                            | ismeretlen             | olaj, vászon                    | 72 × 61.5 cm    | magángyűjtemény                            |
|     | Csendélet üveggel és gyümölcsökkel                     | ismeretlen             | olaj, vászon                    | 57 × 69.5 cm    | magángyűjtemény                            |
|     | Virágcsendélet                                         | ismeretlen             | olaj, vászon                    | 70.5 × 50.6 cm  | magángyűjtemény                            |
|     | Virágcsendélet                                         | ismeretlen             | olaj, vászon                    | 50.5 × 45.5 cm  | magángyűjtemény                            |
|     | Csendélet                                              | ismeretlen             | olaj, vászon                    | 70 × 50 cm      | magángyűjtemény                            |
|     | Csendélet gyümölcsökkel és kancsóval                   | ismeretlen             | olaj, vászon                    | 55 × 68 cm      | magángyűjtemény                            |
|     | Csendélet                                              | ismeretlen             | olaj, karton                    | 26 × 37.5 cm    | magángyűjtemény                            |
|     | Masnis lány zöld szobában                              | ismeretlen             | olaj, vászon                    | 63.5 × 54 cm    | magángyűjtemény                            |
|     | Zöld ruhában (Zöld reflexek)                           | ismeretlen             | olaj, vászon                    | 70 × 60 cm      | magángyűjtemény                            |
|     | Fehérgalléros hölgy                                    | ismeretlen             | olaj, vászon                    | 80 × 62 cm      | magángyűjtemény                            |
|     | Ilonka                                                 | ismeretlen             | olaj, vászon                    | 62 × 50 cm      | Rippl-Rónai Múzeum, Kaposvár               |
|     | Katona az első világháborúban                          | ismeretlen             | olaj, vászon                    | 48.5 × 42 cm    | magángyűjtemény                            |
|     | Nő csellóval                                           | ismeretlen             | olaj, vászon                    | 90 × 72 cm      | Magyar Nemzeti Galéria, Budapest           |
|     | Női Portré                                             | ismeretlen             | olaj, fa                        | 50.5 × 62 cm    | magángyűjtemény                            |
|     | Női Portré                                             | ismeretlen             | olaj, vászon                    | 53 × 39 cm      | magángyűjtemény                            |
|     | Kékruhás lány                                          | ismeretlen             | olaj, vászon                    | 94 × 70.5 cm    | magángyűjtemény                            |
|     | Női Portré                                             | ismeretlen             | olaj, karton                    | 57 × 50.5 cm    | magángyűjtemény                            |
|     | Férfi Portré                                           | ismeretlen             | olaj, karton                    | 58.5 × 49.5 cm  | magángyűjtemény                            |
|     | Hölgy zöld blúzban                                     | ismeretlen             | olaj, vászon                    | 65.5 × 50.5 cm  | magángyűjtemény                            |
|     | Zöld ruhás hölgy                                       | ismeretlen             | olaj, vászon                    | 73 × 60 cm      | magángyűjtemény                            |
|     | Férfi könyvvel                                         | ismeretlen             | olaj, vászon                    | 95 × 70 cm      | magángyűjtemény                            |
|     | Szakállas férfifej                                     | ismeretlen             | olaj, vászon                    | 45 × 34 cm      | magángyűjtemény                            |
|     | Kék inges férfi                                        | ismeretlen             | olaj, karton                    | 62 × 52 cm      | magángyűjtemény                            |
|     | Fiúportré                                              | ismeretlen             | olaj, vászon                    | 60 × 50 cm      | magángyűjtemény                            |
|     | Az éneklő barát (Önarckép)                             | ismeretlen             | olaj, vászon                    | 94.5 × 84 cm    | magángyűjtemény                            |
|     | Az éneklő barát (Önarckép)                             | ismeretlen             | olaj, vászon                    | 92 × 67 cm      | magángyűjtemény                            |
|     | Önarckép                                               | ismeretlen             | olaj, karton                    | 51 × 42 cm      | magángyűjtemény                            |
|     | Önarckép                                               | ismeretlen             | olaj, vászon                    |                 | magángyűjtemény                            |
|     | Önarckép gitárral                                      | ismeretlen             | olaj, vászon                    | 100 × 90 cm     | magángyűjtemény                            |
|     | Önarckép                                               | ismeretlen             | olaj, vászon                    | 50.5 × 40 cm    | magángyűjtemény                            |
|     | Önarckép műteremben                                    | ismeretlen             | olaj, vászon                    | 60 × 50 cm      | magángyűjtemény                            |